# Thorigné-Fouillard
Thorigné-Fouillard (bretonisch: Torigneg-Fouilharzh) ist eine französische Gemeinde mit 8631 Einwohnern (Stand: 1. Januar 2022) im Département Ille-et-Vilaine in der Region Bretagne; sie gehört zum Arrondissement Rennes und zum Kanton Liffré. Die Einwohner werden Thoréfoléen(ne) genannt.

## Geographie
Thorigné-Fouillard kann noch als banlieue im Nordosten Rennes’ bezeichnet werden. Umgeben wird Thorigné-Fouillard von den Nachbargemeinden Liffré im Norden, Acigné im Osten, Cesson-Sévigné im Süden und Betton im Westen.
Durch die Gemeinde führt die Autoroute A84 von Rennes nach Caen.

## Geschichte
Die beiden früheren Gemeinden Thorigné (auch Thorigné-sur-Vilaine) und Fouillard wurden erst Anfang der 1980er Jahre trotz erheblichen Widerstands Fouillards zusammengelegt.

### Bevölkerungsentwicklung
| Jahr      | 1962 | 1968 | 1975 | 1982 | 1990 | 1999 | 2006 | 2017 |
| Einwohner | 345  | 397  | 1245 | 3591 | 5257 | 6625 | 6846 | 8463 |

## Gemeindepartnerschaften
- Hermannstadt, Siebenbürgen, Rumänien
- Győrújbarát, Komitat Győr-Moson-Sopron, Ungarn
- Lusk, County Fingal, Irland

## Sehenswürdigkeiten
- Kirche Saint-Melaine, um 1900 errichtet
- Manoir de Tizé aus dem 15. Jahrhundert

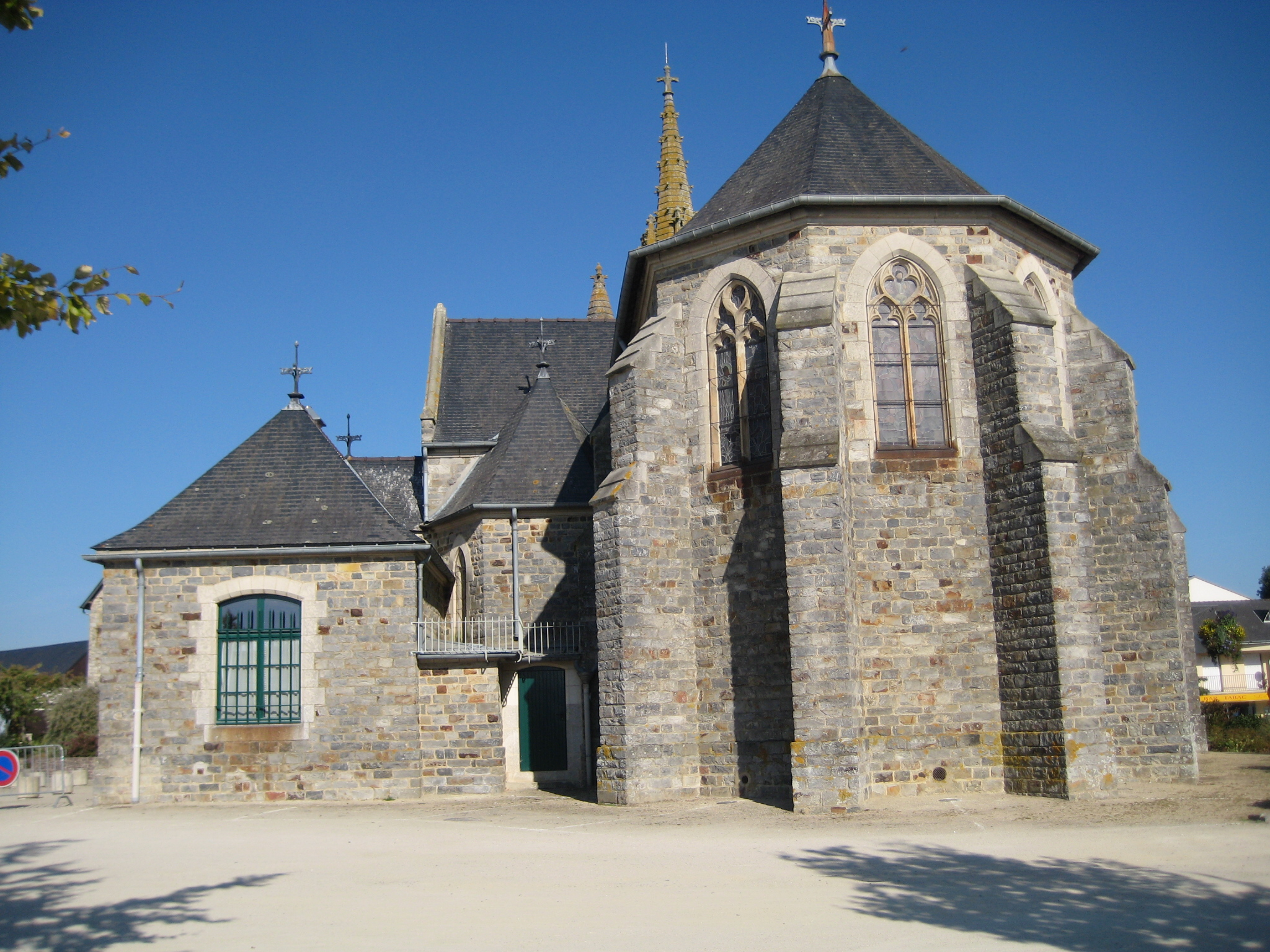
Kirche Saint-Melaine

## Persönlichkeiten
- Bertrand d’Argentré (1519–1580), Jurist und Schriftsteller